# Matheus (cầu thủ bóng đá)
Matheus Borges Domingues (sinh 22 tháng 1 năm 1992) là một cầu thủ bóng đá Brazil thi đấu cho Royal Antwerp FC ở Belgian First Division A ở vị trí trung vệ hoặc hậu vệ trái.

## Sự nghiệp câu lạc bộ
Matheus khởi đầu sự nghiệp cùng với Londrina EC.